# مصطفى أوزكان
مصطفي أوزكان (بالألمانية: Mustafa Özkan؛ بالتركية: Mustafa Özkan) هو لاعب كرة قدم تركي وألماني في مركز الهجوم، ولد في 21 فبراير 1975 في فورشهايم في ألمانيا. شارك مع منتخب تركيا تحت 21 سنة لكرة القدم ومنتخب تركيا لكرة القدم. أما مع النوادي، فقد لعب مع أنطاليا سبور وأنقرة غوجو وإسطنبول سبور وتشايكور ريزه سبور ودينيزلي سبور وشتوتغارت كيكرز وغنتشلربيرليغي وكوجالي سبور ونادي بشكتاش ونادي غراسهوبر زيوريخ ونادي نورنبرغ.

## وصلات خارجية
- مصطفي أوزكان على موقع اتحاد تركيا (لاعب) (الإنجليزية)
- مصطفي أوزكان على موقع قاعدة بيانات كرة القدم.إي يو (الإنجليزية)
- مصطفي أوزكان على موقع ناشيونال فوتبول تيمز (الإنجليزية)
- مصطفي أوزكان على موقع Soccerway.com (الإنجليزية)
- مصطفي أوزكان على موقع عالم كرة القدم.نت (الإنجليزية)